# Кызылташ (футбольный клуб)
«Кызылташ» (укр. ПФК «Кизилташ») — футбольный клуб из города Бахчисарай. Основан 2 мая 2016 года. В дебютном сезоне Открытого чемпионата Крыма сезона-2016/17 «Кызылташ» представлял город Ялту, с сезона-2017/18 представляет город Бахчисарай. Позиционируется как первый крымскотатарский футбольный клуб. Неофициальным гимном клуба является национальная мелодия ялыбойская (южнобережная) Хайтарма..

## История
Изначально «Кызылташ» был мини-футбольной командой из шести игроков. Позже руководство команды решило развивать команду для игры в большой футбол и пригласить в неё футболистов со всего Крыма, материковой России и Украины В конце августа 2016 года профессиональный клуб был презентован как «первая в истории крымскотатарская футбольная команда».. В презентации участвовал Глава попечительского совета клуба «Кызылташ» депутат Государственной Думы РФ Руслан Исмаилович Бальбек.
Дебютный матч состоялся 3 сентября 2016 года в открытом чемпионате Крыма сезона 2016/17 среди мужских любительских команд. Президент Крымского футбольного союза Юрий Ветоха рассказал, что «в каждой из восьми команд крымской премьер-лиги играют от шести до восьми крымскотатарских футболистов», поэтому можно предполагать, что команда «Кызылташ» будет удачной, хотя предполагать успешность команды рано без знания окончательного состава игроков.
По итогам Открытого чемпионата Крыма сезона 2016/17 клуб получил право выступать в чемпионате Премьер-лиги Крымского футбольного союза. Первый сезон в Премьер-лиге «Кызылташ» завершил на пятом месте, набрав 32 очка.
В марте 2019 года «Кызылташ» прибыл в Турцию на свой первый международный матч, в котором должен был сразиться с командой клуба «Истанбулспор». Однако Меджлис крымскотатарского народа развернул кампанию по противодействию этой встрече. МИД Украины также включился в такое противодействие и направил Турции ноту протеста против товарищеского матча с участием крымского клуба «Кызылташ». В результате такого давления Турецкая футбольная федерация рекомендовала клубу «Истанбулспор» не участвовать в игре. В ответ «Кызылташ» развернул в социальных сетях флешмоб «Кызылташ не остановить» и провёл-таки товарищескую игру с местным клубом «Кучукчекмедже», в которой победил 3:1.
После приостановки в сезоне 2019/20 из-за пандемии коронавируса Крымской премьер-лиги «Кызылташ» занимал в таблице 5 место.

## Руководство
- Президент:  Куршутов Альберт
- Вице-президент:  Яячик Эльдар

## Тренеры
- 2016—2017 —  Февзи Эбубекиров[укр.] (07.2016-07.2017 главный тренер «Кызылташ» ; 08.2017-15.10.2017 главный тренер «Кызылташ-2» ; 17.10.2017-07.2018 администратор	«Кызылташ-2» ; 08.2018-09.2018 главный тренер «Кызылташ-2»)[6]
- 2017 —  Энвер Сейдаметов (07.2017-15.08.2017 главный тренер ; 16.08.2017-30.07.2019 спортивный директор)[7]
- 2017—2018 —  Роман Войнаровский (07.2017-08.2017 тренер; 16.08.2017-21.01.2018 главный тренер)[8]
- январь-июнь 2018 —  Вадим Хафизов (23.01.2018-03.06.2018 главный тренер)[9]
- июнь-ноябрь 2018 —  Владимир Мартынов (25.06.2018-12.11.2018 главный тренер)[9]
- ноябрь-декабрь 2018 — / Вячеслав Жигайлов (c 16.08.2017 тренер по работе с вратарями ; 13.11.2018 — 12.2018 главный тренер)[10]
- январь-апрель 2019 —  Энвер Сейдаметов (01.2019 — 11.04.2019 главный тренер; c 31.07.2019 тренер)[7]
- апрель-июль 2019 — / Вячеслав Жигайлов (12.04.2019 — 30.07.2019 главный тренер)[10]
- с июля 2019[11] —  Анатолий Скворцов (c 31.07.2019 главный тренер)[9][12]
  -  Энвер Сейдаметов — тренер[7][12]
  - / Вячеслав Жигайлов — тренер[12]

## Достижения

### Национальные турниры
- Бронзовый призёр Открытого чемпионата Крыма 2016/2017
- Пятое место в Чемпионате Премьер-лиги Крымского футбольного союза (сезон 2017/18)
- Шестое место в Чемпионате Премьер-лиги Крымского футбольного союза (сезон 2018/19)
- Серебряный призёр XVIII Республиканского турнира по футболу памяти МСМК В. Юрковского

История выступлений
| Сезон   | Лига               | Лига  | Лига | Лига | Лига | Лига | Лига | Лига | Лига | Лига                      | Кубок КФС | Источники |
| Сезон   | Дивизион           | Место | И    | В    | Н    | П    | МЗ   | МП   | О    | Бомбардир                 | Кубок КФС | Источники |
| ------- | ------------------ | ----- | ---- | ---- | ---- | ---- | ---- | ---- | ---- | ------------------------- | --------- | --------- |
| 2016/17 | Откр. чемпионат РК | 3     | 23   | 15   | 1    | 7    | 51   | 34   | 46   |                           | 1/8       | [ 13 ]    |
| 2017/18 | Премьер-лига КФС   | 5     | 28   | 9    | 5    | 14   | 39   | 46   | 32   | Дмитрий Бровкин (8 голов) | 1/4       |           |
| 2018/19 | Премьер-лига КФС   | 6     | 16   | 5    | 4    | 7    | 15   | 19   | 19   |                           | 1/4       |           |

## Примечание
1. 1 2 3 4 5 6  Футболисты крымско-татарской команды "Кызылташ" готовятся к матчам под Хайтарму. РИА Крым. 2016-08-30:13:43. Архивировано 2017-08-27. Дата обращения: 2017-08-27. {{cite news}}: Проверьте значение даты: |date= (справка)
2. 1 2 3  В Крыму создана первая крымско-татарская футбольная команда. Дата обращения: 3 июня 2020. Архивировано 3 июня 2020 года.
3. ↑  Бальбек: команда «Кызылташ» позволит крымскому футболу попасть на международные турниры. Дата обращения: 3 июня 2020. Архивировано 16 июля 2020 года.
4. ↑  Илья Изотов (Симферополь). ПФК "Кызылташ" из Бахчисарая выиграл первый международный матч в Стамбуле. Российская газета (27 марта 2019). Дата обращения: 6 июня 2020. Архивировано 4 июня 2020 года.
5. ↑  Премьер-лига(Крым). Flashscore (ранее Myscore). Дата обращения: 17 апреля 2020. Архивировано 2 февраля 2021 года.
6. ↑  Профиль на сайте FootballFacts.ru — Эбубекиров Февзи Ситсильманович
7. 1 2 3  Профиль на сайте FootballFacts.ru — Сейдаметов Энвер Радиванович
8. ↑  Профиль на сайте FootballFacts.ru — Войнаровский Роман Васильевич
9. 1 2 3  Тренеры на ФК Кызылташ сайте FootballFacts.ru. Дата обращения: 28 июня 2020. Архивировано 2 июля 2020 года.
10. 1 2  Профиль на сайте FootballFacts.ru — Жигайлов Вячеслав Иванович
11. ↑  Севастопольский тренер Анатолий Скворцов возглавил бахчисарайский «Кызылташ». Дата обращения: 4 июня 2020. Архивировано 7 февраля 2021 года.
12. 1 2 3  Тренеры и персонал клуба Кызылташ — сайт клуба. Дата обращения: 4 июня 2020. Архивировано 1 февраля 2021 года.
13. ↑  Чемпионат Республики Крым 2016/17 Открытый чемпионат Футбол (англ.). www.goalstream.org. Дата обращения: 13 июня 2017. Архивировано 19 июня 2019 года.